# Mariene ecoregio Hoge Arctische Archipel
De Mariene ecoregio Hoge Arctische Archipel (10) (Engels: High Arctic Archipelago marine ecoregion) is een biogeografische regio en ligt in de Noordelijke IJszee in het Marien rijk Arctica. De mariene ecoregio is vastgesteld door het World Wide Fund for Nature en The Nature Conservancy en is vernoemd naar de noordelijke Canadese Arctische Eilanden.
In het oosten grenst het gebied aan de mariene ecoregio Noordelijk Groenland (1), in het zuidoosten aan de mariene ecoregio Baffinbaai-Straat Davis (7), in het zuiden aan de mariene ecoregio Lancasterzeestraat (9) en in het zuidwesten aan de mariene ecoregio Beaufort-Amundsen-Viscount Melville-Koningin Maud (11).

## Geografie
De mariene ecoregio ligt in de Noordelijke IJszee voor de noordkust van Canada met de territoria Yukon en Nunavut. Het gebied omvat de wateren rondom de noordelijke Canadese Arctische Eilanden van Ellesmere-eiland in het noorden tot en met het zuidoosten en tot Prins Patrickeiland in het zuidwesten, waaronder een deel van de Straat Nares.
Door het gebied stroomt de Beaufortgyre.

## Biogeografie
Het gebied kent zeeleven dat houdt van arctische temperaturen.